# 新座市シャトルバス
新座市シャトルバス（にいざしシャトルバス）は、かつて運行されていた埼玉県新座市のコミュニティバスである。新座市の市制施行25周年を機に、1995年（平成7年）10月1日運行開始。西武バス新座営業所が運行受託していた。
2007年（平成19年）6月30日付で廃止（最終運行は前日の6月29日）。

## 概要
埼玉県の自治体のコミュニティバスであるが、隣接する東京都清瀬市へ乗り入れており、清瀬駅が起点となっていた。
開業時の主な運行目的は、西武バス清瀬営業所の廃止（1992年12月に新座営業所へ移転）による新座市役所へのアクセス改善と、従来から市役所へ向かう路線バスが運行されていなかった交通空白地域でのアクセス改善であった。
しかし「どうしても市役所でなければ用件が済ませられない」ことが次第に減る一方で、運行ルートも市内のあちこちを迂回し、市役所へは遠回りの経路になってしまった。
その後、一部ルートの変更や運行本数の増回、新座駅への乗り入れを行ったものの利用は伸び悩み、結局本来の目的を充分に果たすことなく、専用車両の排ガス規制による更新時期に際し、今後の路線の在り方が検討された結果、2007年（平成19年）6月29日の運行を最後に、6月末日をもって廃止された。
なお、同2007年3月末には、同じ埼玉県内で同時期（1996年）に開業し、西武バスが運行受託していた日高市内循環バスが廃止されている。
新座市シャトルバスの廃止後、高齢者など市民からコミュニティバス復活の要望を受け、廃止から約2年3か月ぶりとなる2009年10月1日に「にいバス」として運行が再開された。にいバスは東武バスウエスト新座営業事務所が運行受託し、現在も運行が継続されている。

### 運行担当事業者
- 西武バス新座営業所

西武バスのコミュニティバス受託としては、練馬区、朝霞市、保谷市に続き、4番目であった。その後、川越市、日高市と続いた。

## 運行内容

### 運賃・乗車券類
均一運賃ではなく、市内の一般路線バスと同じ運賃体系で、整理券方式の乗降による後乗り後払いの対キロ多区間運賃であった。
支払いにはバス共通カードも利用できた。新座市シャトルバス専用の回数券や定期券の発売はなかった。

## 路線

### 運行開始時の路線
- 清瀬駅北口 - 新堀三丁目 - 八軒 - 新堀淵 - 小山入口 - 西堀南 - 西堀小学校 -  西堀 - 西堀テニスコート入口 - 総合運動公園 - 菅沢 - あたご会館入口 - 西武中央通り - 菅沢二丁目 - 中郷 - 十文字学園 - 新座駅南入口 - 野火止小学校 - 野火止緑道 - 新座市役所 - 野火止団地 - 畑中公民館 - 原ヶ谷戸 - 蓮光寺 - 新座高校 - 第四小学校 - 福祉の里 - 新座総合技術高校

※全停留所掲載、区間便なし。1日8往復運行。いずれも平日・月曜 - 金曜のみの運行。

### 2003年改正時の路線
- 清瀬駅北口 - 小山入口 - 西堀 - 総合運動公園 - 菅沢 - 西武中央通り - 十文字学園 - 新座駅南入口 - 野火止緑道 - 新座市役所 - 畑中公民館 - 新座高校 - 池田小学校入口 - 新座栄 - 新座総合技術高校
- 清瀬駅北口 - 小山入口 - 西堀 - 総合運動公園 - 菅沢 - 西武中央通り - 十文字学園 - 新座駅南入口 - 野火止緑道 - 新座市役所 - 県営新座馬場団地 - 大橋交差点 - 池田小学校入口 - 新座栄 - 新座総合技術高校

※いずれも平日・月曜 - 金曜のみの運行。主なバス停名を記載。

### 廃止時の路線
- 清瀬駅北口 - 小山入口 - 西堀 - 総合運動公園 - 菅沢 - 西武中央通り - 十文字学園 - 新座駅南入口 - 新座駅南口 - 野火止緑道 - 新座市役所 - 畑中公民館 - 蓮光寺 - 池田小学校 - 新座栄 - 新座総合技術高校
- 清瀬駅北口 - 小山入口 - 西堀 - 総合運動公園 - 菅沢 - 西武中央通り - 十文字学園 - 新座駅南入口 - 新座駅南口（朝の清瀬駅行き始車、夜間の新座駅行き終車前と終車のみの運行）
- 清瀬駅北口 - 小山入口 - 西堀 - 総合運動公園 - 菅沢 - 西武中央通り - 十文字学園 - 新座駅南入口 - 新座駅南口 - 野火止緑道 - 新座市役所 - 県営新座馬場団地 - 大橋交差点 - 池田小学校入口 - 新座栄 - 新座総合技術高校

※いずれも平日・月曜 - 金曜のみの運行。主なバス停名を記載。

## 車両
1995年の運行開始にあたり新車を導入。専用車両として、日野・リエッセ（KC-RX4JFAA）が3台（A5-309、A5-310、A5-311）用意された。
1997年12月8日にリエッセの路線仕様に車椅子用ステップリフトバスが追加される以前の導入であり、3台とも車椅子用リフト無しの中折戸仕様で導入された。なお、日高市内循環バスでは後付けの車椅子用リフトを装備した改造車を導入している。
車体のカラーリングは、上下にグラデーションのかかった淡いピンク色を基調に、車両側面には濃淡の緑色の2本の帯が曲線を描いて流れ、水色の花（新座市の花・コブシ）が散らされた上品なデザインであった。車両前面には「新座市シャトルバス」、側面には大きく「NIIZA CITY」の文字が書かれていた。
車体外装の図柄は、地元の埼玉県立新座総合技術高等学校の生徒の案が採用された。なお「にいバス」でも、同校の生徒がデザインを担当することになる。
新座市の特別名誉住民に登録されている漫画・アニメーションの主人公である手塚治虫作の「鉄腕アトム」のデザインが、シャトルバス車外側面にマグネット貼付されたことがある。
専用車両の車検などの際には、一般路線用（笹カラー）のワンステップ中型短尺車の日産ディーゼル・RN（富士重工架装）が代走し、新座市シャトルバス用の方向幕もあらかじめ用意されていた。